# Куффулан
Куффула́н (фр. Couffoulens) — коммуна во Франции, находится в регионе Лангедок — Руссильон. Департамент коммуны — Од. Входит в состав кантона Восточный Каркасон. Округ коммуны — Каркасон.
Код INSEE коммуны — 11102.

## Население
Население коммуны на 2008 год составляло 581 человек.
| 1962 | 1968 | 1975 | 1982 | 1990 | 1999 | 2008 |
| ---- | ---- | ---- | ---- | ---- | ---- | ---- |
| 526  | 527  | 464  | 478  | 549  | 541  | 581  |

## Экономика
В 2007 году среди 376 человек в трудоспособном возрасте (15—64 лет) 284 были экономически активными, 92 — неактивными (показатель активности — 75,5 %, в 1999 году было 76,1 %). Из 284 активных работали 262 человека (142 мужчины и 120 женщин), безработных было 22 (10 мужчин и 12 женщин). Среди 92 неактивных 26 человек были учениками или студентами, 37 — пенсионерами, 29 были неактивными по другим причинам.